# Muellama
Muellama (Muelyama, Muellamués, Muellamuese), selo i ogranak Indijanaca Pasto koji su živjeli na jugozapadu Kolumbije na području današnjeg departmana Nariño.  Kolektivni naziv Pasto obuhvaćao je nekoliko plemenskih skupina što su živjeli u ovom dijelu Kolumbije i susjednom Ekvadoru. 
Govorili su jezikom ili dijalektom muellamues koji se klasificira podskupini pasto, sjevernoj skupini jezične porodice barbacoan.